# 1577
Évszázadok: 15. század – 16. század – 17. század
Évtizedek: 1520-as évek – 1530-as évek – 1540-es évek – 1550-es évek – 1560-as évek – 1570-es évek – 1580-as évek – 1590-es évek – 1600-as évek – 1610-es évek – 1620-as évek
Évek: 1572 – 1573 – 1574 – 1575 –  1576 – 1577 – 1578 – 1579 – 1580 – 1581 – 1582

## Események

### Határozott dátumú események
- január 9. – A holland rendi gyűlés, az államtanács, illetve Holland és Zeeland tartományok képviselői aláírják az első brüsszeli uniót.
- szeptember 17. – III. Henrik francia király és a hugenották megkötik a bergerac-i szerződést.
- október 8. – III. Henrik kiadja a poitiers-i ediktumot, amely visszalépést jelent a hugenották számára.[1]
- november 10. – A törökök a szikszói vásárról elrabolnak 200 szekérnyi árut, és 800 foglyot ejtenek.
- december 10. – A holland rendi gyűlés aláírja a második brüsszeli uniót.
- december 13. – Sir Francis Drake kihajózik Plymouthból és megkezdi világ körüli útját.

### Határozatlan dátumú események
- A Magyarország kormányzásával megbízott Ernő főherceg elnöklete alatt tanácskozást tartanak Bécsben a török elleni védelem korszerűsítéséről.
- Pestisjárvány a felvidéki bányavárosokban.
- Gutgesell Dávid vezetésével megindul a nyomda Bártfán.
- A Szent Koronát Rudolf császár Bécsből Prágába viteti.
- Debrecenben megjelenik az első magyar nyelvű számtankönyv, az Arithmetica

## Születések
- június 28. – Peter Paul Rubens flamand festőművész, Rembrandt mellett kora művészetének legjelentősebb alakja, a 17. századi flamand festészet egységes arculatának megteremtője († 1640)
- október 17. – Cristofano Allori itáliai festő († 1621)

## Halálozások
- január 19. – Forgách Ferenc humanista magyar főpap (* 1530 körül)